# Гурий, Самон и Авив
Гурий, Самон и Авив (греч. Γουρίας, Σαμωνᾶς, ῎Αβ(β)ιβος; III — начало IV в.) — христианские святые мученики, исповедники. Память в Православной церкви совершается 15 (28) ноября.

## Жизнеописание
Агиографические источники относят время мученичества святых Гурия, Самона и Авива к 293—322 годам. Это связано с тем, что церковная традиция объединила вместе святых, живших в различное время. Первоначальная редакция мученических актов святых Гурия, Самона и Авива была написана на сирийском языке и известна по древним греческим, армянским и латинским переводам. Дошедший до нас сирийский текст мученичества известен по рукописи XV века. В ней упоминается её автор — Феофил Эдессянин, который сообщает о себе, что он был от рождения язычником, обратился в христианство и написал свой труд на пятый день после мученичества Гурия и Самона. Его авторству также принадлежит отдельный мученический акт святого Авива.
Миряне Гурий и Самон приняли мученическую смерть во время великого гонения при императоре Диоклетиане. С их началом они покинули свой родной город Эдессу, но были схвачены. Их пытались уговорами заставить принести жертвы языческим богам, но они отказались. На суде правителя области святых подвергли пытке (связали друг с другом, привязали к ногам камень и оставили висеть несколько часов), а затем вернули в темницу, где они провели около трёх месяцев (у Арефы Кесарийского в темнице святые провели несколько лет, за что он их называет исповедниками). Когда их вновь привели на суд, то повторной пытке подвергли только Самона. Видя непреклонность святых, их обезглавили. Тела мучеников погребли местные христиане.
Диакон Авив пострадал во время гонений при императоре Лициние. На Авива был подан донос, и на суде правитель города пытался склонить Авива принести жертвы языческим богам. После отказа это сделать Авива сожгли заживо. Согласно житию, тело Авива было найдено его родными невредимым. Они погребли тело святого в одной гробнице с Гурием и Самоном.

### Чудеса
- О готе и эдесской девушке

Наиболее известным чудом, приписываемым святым Гурию, Самону и Авиву, связано с нашествием гуннов на Византию. Житие относит эти события к периоду епископства в Эдессе исповедника Евлогия (379—387 годы). Во время похода один наёмник гот остановился в Эдессе в доме вдовы Софии. Там он заметил её дочь Евфимию и начал просить её себе в жёны. Мать отказывалась, считая на основе слухов, что у гота на родине есть жена, но наёмник убедил её в обратном и вступил в брак с девушкой. Перед тем как гот с Евфимией покинули Эдессу, София заставила своего зятя поклясться в верности своей новой супруге на гробнице святых Гурия, Самона и Авива.
Вернувшись домой, гот велел Евфимии одеться в одежду служанки и привёл её в свой дом к жене и детям, объявив, что привёл византийскую пленницу. Однако Евфимия родила мальчика, и жена гота поняла, что муж привёл в дом наложницу. Она отравила новорождённого. Евфимия, увидев на губах своего младенца яд, вытерла его куском шерсти и позднее намочила её в кубке, из которого должна была пить хозяйка. Выпив из кубка, женщина умерла, и родственники гота обвинили в её смерти Евфимию. По их решению её решили похоронить заживо вместе с хозяйкой дома. Евфимия начала молиться святым Гурию, Самону и Авиву, и они, явившись на белых конях, перенесли женщину в церковь в Эдессу.
Спустя время, гот вновь появился в Эдессе и пришёл в дом Софии. Он сказал ей, что дочь здорова, живут они счастливо и растят сына. Тогда к нему вышла Евфимия, и гот был вынужден сознаться в том, что случилось у него на родине. После этого городские власти приговорили его к смерти.
- Испытание освящённым хлебом

Митрополит Макарий (Булгаков) сообщает о грамоте новгородского архиепископа Иоанна, изданной по случаю чудесного обнаружения воров, похитивших в 1410 году священные сосуды из Софийского собора. В ней новгородский епископ пишет, что «дал нам Бог знамение святых исповедников Гурия, Самона и Авива диакона, так что Божиею милостию многие правые оказываются правыми, а виноватые подпадают казни». Архиепископ Иоанн написал «Указ о проскомисании святым трём исповедникам», который сообщает подробности данного ритуала:
- изготавливалась специальная крестообразная просфора;
- из неё изымались частицы с молитвами, среди которых выделяется прошение к исповедникам: «чюдо своё сотворите к вам с верою приходящим, гибельнико помозите, виноватых обличите, гортани шкодникам затворити»[2];
- поминовение за проскомидией по именам тех, кого предстоит испытывать просфорой.

Макарий (Булгаков) пишет, что это является частным распоряжением архиепископа, и летописи не подтверждают, что данный обычай применялся длительное время в Новгороде.

## Гимнография и иконография
Память святых Гурия, Самона и Авива указана в Типиконе Великой церкви без богослужебного последования. В Иерусалимском уставе святым указывается вседневная служба с пением отпустительного тропаря или будничная служба малых постов с пением «Аллилуия». В современной богослужебной практике последование святым состоит из тропаря 5-го плагального гласа, кондака 2-го гласа на подобен «Вышних ища», канона 4-го гласа, акростиха, ирмоса, двух самогласнов, цикла из трёх стихир-подобнов, светилена.
Изображения святых Гурия, Самона и Авива известны в памятниках монументальной живописи, на иконах и в лицевых рукописях. Традиционно их изображают вместе:
- Гурий — седовласый старец с длинной бородой, одет в хитон и гиматий;
- Самон — среднего возраста с тёмными (иногда седыми волосами) и с небольшой бородой, одет в хитон и гиматий;
- Авив — молодой безбородый человек в стихаре с кадилом и (или) крестом в руках.